# Candoluminescenza
La Candoluminescenza è la luce data da certi materiali portati ad elevate temperature (usualmente quando esposti alla fiamma) con una intensità a determinate lunghezze d'onda che può essere più alta dell'emissione del corpo nero incandescente alla stessa temperatura.

## Descrizione
Il fenomeno si nota in certi metalli di transizione e terre rare, ossidi di metallo (ceramici) come l'ossido di zinco e ossido di cerio o diossido di torio.

## Storia
L'esistenza del fenomeno della candoluminescenza e del meccanismo sottostante sono stati oggetto di approfondite ricerche e di dibattito fin dai primi suoi riscontri nell'Ottocento. La tematica era di particolare interesse prima dell'introduzione dell'illuminazione elettrica, quando la maggior parte della luce artificiale era prodotta dalla combustione di carburante. La principale spiegazione per la candoluminescenza è che si tratti semplicemente di emissione termica "selettiva" in cui il materiale ha un'elevata emissività nello spettro visibile ed una emissività molto debole nella parte dello spettro dove l'emissione termica di corpo nero è più elevata; in un tale sistema, il materiale emettitore tenderà a mantenere una temperatura più elevata a causa della mancanza di raffreddamento radiativo invisibile. In questo scenario, le osservazioni della candoluminescenza avrebbero semplicemente sottostimato la temperatura della specie emittenti. Diversi autori negli anni cinquanta del novecento arrivarono alla conclusione che la candoluminescenza era semplicemente un caso di emissione termica selettiva, e uno dei ricercatori più importanti del settore, VA Sokolov, una volta sostenne l'eliminazione del termine dalla letteratura nel suo celebre articolo del 1952, solo per rivedere la sua posizione parecchi anni dopo. Vi è oggi un generale consenso scientifico sul fatto che la candoluminescenza si verifichi non sempre a causa di emissione termica selettiva, ma che i meccanismi possano variare a seconda dei materiali coinvolti e il metodo di riscaldamento, in base al tipo di fiamma e la posizione del materiale rispetto alla fiamma.